# Philip Haglund
Philip Haglund (Stockholm, 22 maart 1987) is een Zweeds voetballer, die onder contract staat bij het Zweedse IF Brommapojkarna.

## Carrière

### IF Brommapojkarna
Haglund begon zijn loopbaan in 2006 bij IF Brommapojkarna, hij heeft daarvoor vanaf zijn vijfde voor de club in de jeugd gespeeld. In zijn eerste seizoen was hij nog niet meteen een vaste waarde in het team. Maar hij maakte hier wel het historische moment mee, waarin de club voor de eerste maal in de geschiedenis promoveerde naar de hoogste klasse in het Zweeds voetbal. De promotie naar de Allsvenskan was echter van korte duur, na een seizoen degradeerde de club weer naar de Superettan. Toch wist 'BP' weer te promoveren in 2008. Haglund groeide in het volgende seizoen uit tot een vaste basisspeler en scoorde ook regelmatig, Hij werd in zijn vierde seizoen club topscorer met 7 doelpunten.
Ondertussen waren zijn prestaties niet onopgemerkt gebleven, Haglund werd geselecteerd voor het nationale team. Hij zag echter van deze uitnodiging af om zich te richten op de onderhandeling met het Nederlandse sc Heerenveen.

### SC Heerenveen
In januari 2010 tekende Haglund op 22-jarige leeftijd een contract van 4,5 jaar bij Heerenveen. Op het moment dat hij bij Heerenveen tekende ging het niet goed. De club stond op een teleurstellende 14de plaats en had te maken een trainerswissel, later dat seizoen zal er nog een trainerswissel plaatsvinden. Waar Haglund precies voor is gehaald is niet echt duidelijk, moest hij voor verdedigende impulsen zorgen of kwam hij toch als middenvelder naar de club. Door deze onzekerheid kwam Haglund vooral in het eerste seizoen op het veld als invaller. Op 2 februari 2010 debuteerde hij in de wedstrijd tegen VVV-Venlo.
Ook het tweede seizoen bestaat vooral uit invalbeurten. Haglund is ook eerlijk over zijn tekortkomingen, in een interview met de vi gaf hij aan dat hij in Zweden erg vaardig was, maar dat dat in vergelijking met het voetbal toch een beetje tegenvalt, ook moest hij wennen aan het tempo van de Eredivisie. In maart 2011 kreeg hij te horen dat hij mag uitzien naar een andere club, Heerenveen haalde al een nieuwe middenvelder voor het komende seizoen waardoor de toekomst voor Haglund er somber uitziet. Toch gaf de middenvelder aan om voor zijn plek in het basiselftal te vechten.

### IFK Göteborg
Op 28 juni 2011 werd bekend dat Haglund terugkeert naar Zweden. Hij heeft een contract voor 3,5 jaar getekend bij IFK Göteborg.

### Hammarby IF
In januari 2015 tekende Haglund bij Hammarby IF.

## Clubstatistieken
| Seizoen   | Club              | Competitie  | Duels | Goals |
| --------- | ----------------- | ----------- | ----- | ----- |
| 2006      | IF Brommapojkarna | Superettan  | 13    | 2     |
| 2007      | IF Brommapojkarna | Allsvenskan | 15    | 1     |
| 2008      | IF Brommapojkarna | Superettan  | 15    | 4     |
| 2009      | IF Brommapojkarna | Allsvenskan | 28    | 7     |
| 2009/2010 | sc Heerenveen     | Eredivisie  | 12    | 0     |
| 2010/2011 | sc Heerenveen     | Eredivisie  | 13    | 1     |
| 2011      | IFK Göteborg      | Allsvenskan | 10    | 1     |
| 2012      | IFK Göteborg      | Allsvenskan | 24    | 0     |
| 2013      | IFK Göteborg      | Allsvenskan | 28    | 7     |
| 2014      | IFK Göteborg      | Allsvenskan | 7     | 0     |
| 2015      | Hammarby IF       | Allsvenskan |       |       |
| Totaal    | Totaal            | Totaal      | 96    | 15    |

## Erelijst
- Svenska Cupen 2012/13
- Promotie Allsvenskan : 2006, 2008
- Club topscorer: 2009
- speler van het jaar (Brommapojkarna) : 2009
- ING Fair Play-prijs Eredivisie: 2011